# Herold Jansson
Carl August Herold Jansson (Koppenhága, 1899. november 13. – Frederiksberg, 1965. április 23.) olimpiai bajnok dán tornász, műugró.
Az 1920. évi nyári olimpiai játékokon indult tornában és a szabadon választott gyakorlatok csapatversenyben aranyérmes lett.
Indult még műugrásban a toronyugróként és a 6. helyen végzett.
Az 1924. évi nyári olimpiai játékokon ismét műugrásban indult és toronyugróként és a 15. helyen zárt.
Klubcsapata a Gymnastik- og Svømmeforeningen Hermes volt.